# Plan hydrologique national
Le plan hydrologique national (en espagnol : Plan Hidrológico Nacional, PHN) est un outil juridique de planification de l'approvisionnement en eaux de l'ensemble du territoire et de la population de l'Espagne.
Il a été approuvé par une loi de 2001, et modifié à quatre reprises depuis, la dernière fois en 2005.